# Línea de Castilla
La línea de Castilla fue una línea de telégrafo óptico diseñada en el siglo XIX por el ingeniero militar José María Mathé Aragua.  Esta línea comenzó a funcionar en octubre de 1846. Contaba con 52 torres, divididas en 9 secciones, y empleaba como base de partida la anterior línea Madrid-San Ildefonso ideada por el marino Juan José Lerena y Barry y construida en 1832. La línea de Castilla pasaba por Valladolid, Burgos, Vitoria y San Sebastián.
En la década moderada del reinado de Isabel II se construyeron tres líneas de torres ópticas en España:
- Línea de Castilla (Madrid-Irún);
- Línea de Cataluña (Madrid-Valencia-Barcelona-Gerona);
- y Línea de Andalucía (Madrid-Cádiz).[4]

En 1955 llegó a Irún el telégrafo eléctrico, que ya se había extendido antes por Francia. Las dos líneas convivieron hasta después de la Segunda Guerra Carlista entre los años 1872 y 1876, cuando resultaron lugares seguros para emitir señales y se convirtieron, asimismo, en sitios idóneos para el control de las comunicaciones ferroviarias. Las torres del telégrafo óptico fueron abandonadas después y sustituidas rápidamente por las nuevas líneas de telegrafía eléctrica.

## Posición de las torres por provincia

### Paso porMadridySegovia
| N.º | Torre                                                       | Estado       | Mapa |
| --- | ----------------------------------------------------------- | ------------ | --- |
| | Madrid                                                      |              | \| Cuartel del Conde-Duque Aravaca Las Rozas de Madrid Navalapiedra Moralzarzal Cerro de Guadarrama Castrejón Villacastín La Asperilla Labajos Adanero Codorniz Tolocirio \| |
| 1 | Cuartel del Conde-Duque (Madrid)                            | Desaparecida | \| Cuartel del Conde-Duque Aravaca Las Rozas de Madrid Navalapiedra Moralzarzal Cerro de Guadarrama Castrejón Villacastín La Asperilla Labajos Adanero Codorniz Tolocirio \| |
| 2 | Aravaca                                                     | Desaparecida | \| Cuartel del Conde-Duque Aravaca Las Rozas de Madrid Navalapiedra Moralzarzal Cerro de Guadarrama Castrejón Villacastín La Asperilla Labajos Adanero Codorniz Tolocirio \| |
| 3 | Las Rozas de Madrid                                         | Desaparecida | \| Cuartel del Conde-Duque Aravaca Las Rozas de Madrid Navalapiedra Moralzarzal Cerro de Guadarrama Castrejón Villacastín La Asperilla Labajos Adanero Codorniz Tolocirio \| |
| 4 | Navalapiedra (Torrelodones)                                 | Vivienda     | \| Cuartel del Conde-Duque Aravaca Las Rozas de Madrid Navalapiedra Moralzarzal Cerro de Guadarrama Castrejón Villacastín La Asperilla Labajos Adanero Codorniz Tolocirio \| |
| 5 | Cabeza Mediana (Moralzarzal)                                | Restaurada   | \| Cuartel del Conde-Duque Aravaca Las Rozas de Madrid Navalapiedra Moralzarzal Cerro de Guadarrama Castrejón Villacastín La Asperilla Labajos Adanero Codorniz Tolocirio \| |
| 6 | Cerro de Guadarrama                                         | Desaparecida | \| Cuartel del Conde-Duque Aravaca Las Rozas de Madrid Navalapiedra Moralzarzal Cerro de Guadarrama Castrejón Villacastín La Asperilla Labajos Adanero Codorniz Tolocirio \| |
| | Segovia                                                     |              | \| Cuartel del Conde-Duque Aravaca Las Rozas de Madrid Navalapiedra Moralzarzal Cerro de Guadarrama Castrejón Villacastín La Asperilla Labajos Adanero Codorniz Tolocirio \| |
| 7 | Castrejón (Navas de San Antonio)                            | En ruina     | \| Cuartel del Conde-Duque Aravaca Las Rozas de Madrid Navalapiedra Moralzarzal Cerro de Guadarrama Castrejón Villacastín La Asperilla Labajos Adanero Codorniz Tolocirio \| |
| 8 | (Villacastín)                                               | Desaparecida | \| Cuartel del Conde-Duque Aravaca Las Rozas de Madrid Navalapiedra Moralzarzal Cerro de Guadarrama Castrejón Villacastín La Asperilla Labajos Adanero Codorniz Tolocirio \| |
| 9 | La Asperilla (Muñopedro)                                    | Desaparecida | \| Cuartel del Conde-Duque Aravaca Las Rozas de Madrid Navalapiedra Moralzarzal Cerro de Guadarrama Castrejón Villacastín La Asperilla Labajos Adanero Codorniz Tolocirio \| |
| 10 | Labajos                                                     | En ruina     | \| Cuartel del Conde-Duque Aravaca Las Rozas de Madrid Navalapiedra Moralzarzal Cerro de Guadarrama Castrejón Villacastín La Asperilla Labajos Adanero Codorniz Tolocirio \| |
| 11 | Adanero (Martín Muñoz de las Posadas)                       | Restaurada   | \| Cuartel del Conde-Duque Aravaca Las Rozas de Madrid Navalapiedra Moralzarzal Cerro de Guadarrama Castrejón Villacastín La Asperilla Labajos Adanero Codorniz Tolocirio \| |
| 12 | Codorniz                                                    | En ruina     | \| Cuartel del Conde-Duque Aravaca Las Rozas de Madrid Navalapiedra Moralzarzal Cerro de Guadarrama Castrejón Villacastín La Asperilla Labajos Adanero Codorniz Tolocirio \| |
| 13 | Tolocirio                                                   | En ruina     | \| Cuartel del Conde-Duque Aravaca Las Rozas de Madrid Navalapiedra Moralzarzal Cerro de Guadarrama Castrejón Villacastín La Asperilla Labajos Adanero Codorniz Tolocirio \| |
| | La torre formaba parte de un complejo mayor. Torre aislada. |              | \| Cuartel del Conde-Duque Aravaca Las Rozas de Madrid Navalapiedra Moralzarzal Cerro de Guadarrama Castrejón Villacastín La Asperilla Labajos Adanero Codorniz Tolocirio \| |
| Cuartel del Conde-Duque Aravaca Las Rozas de Madrid Navalapiedra Moralzarzal Cerro de Guadarrama Castrejón Villacastín La Asperilla Labajos Adanero Codorniz Tolocirio |                                                             |              | |

|                                                                   |
| Posición 5: Torre de telégrafo de Morazarzal, restaurada en 2008. |

|                                                                 |
| Posición 11: Torre de telégrafo de Adanero, restaurada en 2005. |

|                                                                                     |
| Posición 11: Detalle de la reproducción de telégrafo óptico de la torre de Adanero. |

### Paso porValladolidyPalencia
| N.º | Torre                         | Estado       | Mapa |
| --- | ----------------------------- | ------------ | --- |
| | Valladolid                    |              | \| Codorniz Tolocirio Lutero Olmedo El Collado Boecillo Maruquesa Cabezón Tariego Frausilla Isilla Negredo Revilla Villazopeque Cabia \| |
| 14 | Lutero (Almenara de Adaja)    | En ruina     | \| Codorniz Tolocirio Lutero Olmedo El Collado Boecillo Maruquesa Cabezón Tariego Frausilla Isilla Negredo Revilla Villazopeque Cabia \| |
| 15 | Olmedo                        | En ruina     | \| Codorniz Tolocirio Lutero Olmedo El Collado Boecillo Maruquesa Cabezón Tariego Frausilla Isilla Negredo Revilla Villazopeque Cabia \| |
| 16 | El Collado (Mojados)          | En ruina     | \| Codorniz Tolocirio Lutero Olmedo El Collado Boecillo Maruquesa Cabezón Tariego Frausilla Isilla Negredo Revilla Villazopeque Cabia \| |
| 17 | Boecillo                      | Desaparecida | \| Codorniz Tolocirio Lutero Olmedo El Collado Boecillo Maruquesa Cabezón Tariego Frausilla Isilla Negredo Revilla Villazopeque Cabia \| |
| 18 | Maruquesa (Valladolid)        | Vestigios    | \| Codorniz Tolocirio Lutero Olmedo El Collado Boecillo Maruquesa Cabezón Tariego Frausilla Isilla Negredo Revilla Villazopeque Cabia \| |
| 19 | Cabezón de Pisuerga           | Vestigios    | \| Codorniz Tolocirio Lutero Olmedo El Collado Boecillo Maruquesa Cabezón Tariego Frausilla Isilla Negredo Revilla Villazopeque Cabia \| |
| | Palencia                      |              | \| Codorniz Tolocirio Lutero Olmedo El Collado Boecillo Maruquesa Cabezón Tariego Frausilla Isilla Negredo Revilla Villazopeque Cabia \| |
| 20 | Frausilla (Dueñas)            | En ruina     | \| Codorniz Tolocirio Lutero Olmedo El Collado Boecillo Maruquesa Cabezón Tariego Frausilla Isilla Negredo Revilla Villazopeque Cabia \| |
| 21 | Tariego (Tariego de Cerrato)  | En ruina     | \| Codorniz Tolocirio Lutero Olmedo El Collado Boecillo Maruquesa Cabezón Tariego Frausilla Isilla Negredo Revilla Villazopeque Cabia \| |
| 22 | Isilla (Villamediana)         | Desaparecida | \| Codorniz Tolocirio Lutero Olmedo El Collado Boecillo Maruquesa Cabezón Tariego Frausilla Isilla Negredo Revilla Villazopeque Cabia \| |
| 23 | Negredo (Quintana del Puente) | Vestigios    | \| Codorniz Tolocirio Lutero Olmedo El Collado Boecillo Maruquesa Cabezón Tariego Frausilla Isilla Negredo Revilla Villazopeque Cabia \| |
| | Torre aislada.                |              | \| Codorniz Tolocirio Lutero Olmedo El Collado Boecillo Maruquesa Cabezón Tariego Frausilla Isilla Negredo Revilla Villazopeque Cabia \| |
| Codorniz Tolocirio Lutero Olmedo El Collado Boecillo Maruquesa Cabezón Tariego Frausilla Isilla Negredo Revilla Villazopeque Cabia |                               |              | |

### Paso porBurgos
| N.º | Torre                                                                          | Estado              | Mapa |
| --- | ------------------------------------------------------------------------------ | ------------------- | --- |
| 24 | Revilla (Revilla Vallejera)                                                    | Desaparecida        | \| Isilla Negredo Revilla Villazopeque Cabia Burgos Tres Marías La Brújula Prádanos de Bureba Grisaleña Pancorbo Campajares Quintanilla de la Ribera Arganzón Vitoria Argomaniz \| |
| 25 | Villazopeque                                                                   | Torre de la iglesia | \| Isilla Negredo Revilla Villazopeque Cabia Burgos Tres Marías La Brújula Prádanos de Bureba Grisaleña Pancorbo Campajares Quintanilla de la Ribera Arganzón Vitoria Argomaniz \| |
| 26 | Cabia                                                                          | Desaparecida        | \| Isilla Negredo Revilla Villazopeque Cabia Burgos Tres Marías La Brújula Prádanos de Bureba Grisaleña Pancorbo Campajares Quintanilla de la Ribera Arganzón Vitoria Argomaniz \| |
| 27 | Burgos (en el castillo)                                                        | Desaparecida        | \| Isilla Negredo Revilla Villazopeque Cabia Burgos Tres Marías La Brújula Prádanos de Bureba Grisaleña Pancorbo Campajares Quintanilla de la Ribera Arganzón Vitoria Argomaniz \| |
| 28 | Tres Marías (Cótar)                                                            | Desaparecida        | \| Isilla Negredo Revilla Villazopeque Cabia Burgos Tres Marías La Brújula Prádanos de Bureba Grisaleña Pancorbo Campajares Quintanilla de la Ribera Arganzón Vitoria Argomaniz \| |
| 29 | La Brújula (Monasterio de Rodilla)                                             | Desaparecida        | \| Isilla Negredo Revilla Villazopeque Cabia Burgos Tres Marías La Brújula Prádanos de Bureba Grisaleña Pancorbo Campajares Quintanilla de la Ribera Arganzón Vitoria Argomaniz \| |
| 30 | Prádanos de Bureba                                                             | En ruina            | \| Isilla Negredo Revilla Villazopeque Cabia Burgos Tres Marías La Brújula Prádanos de Bureba Grisaleña Pancorbo Campajares Quintanilla de la Ribera Arganzón Vitoria Argomaniz \| |
| 31 | Grisaleña                                                                      | Desaparecida        | \| Isilla Negredo Revilla Villazopeque Cabia Burgos Tres Marías La Brújula Prádanos de Bureba Grisaleña Pancorbo Campajares Quintanilla de la Ribera Arganzón Vitoria Argomaniz \| |
| 32 | Pancorbo (en Santa Engracia)                                                   | Desaparecida        | \| Isilla Negredo Revilla Villazopeque Cabia Burgos Tres Marías La Brújula Prádanos de Bureba Grisaleña Pancorbo Campajares Quintanilla de la Ribera Arganzón Vitoria Argomaniz \| |
| 33 | Campajares (Bujedo)                                                            | En ruina            | \| Isilla Negredo Revilla Villazopeque Cabia Burgos Tres Marías La Brújula Prádanos de Bureba Grisaleña Pancorbo Campajares Quintanilla de la Ribera Arganzón Vitoria Argomaniz \| |
| 35 | Arganzón (La Puebla de Arganzón)                                               | Vestigios           | \| Isilla Negredo Revilla Villazopeque Cabia Burgos Tres Marías La Brújula Prádanos de Bureba Grisaleña Pancorbo Campajares Quintanilla de la Ribera Arganzón Vitoria Argomaniz \| |
| | La torre formaba parte del complejo de un castillo o fortaleza. Torre aislada. |                     | \| Isilla Negredo Revilla Villazopeque Cabia Burgos Tres Marías La Brújula Prádanos de Bureba Grisaleña Pancorbo Campajares Quintanilla de la Ribera Arganzón Vitoria Argomaniz \| |
| Isilla Negredo Revilla Villazopeque Cabia Burgos Tres Marías La Brújula Prádanos de Bureba Grisaleña Pancorbo Campajares Quintanilla de la Ribera Arganzón Vitoria Argomaniz |                                                                                |                     | |

| |                                                                                             |
| Posición 25: En la torre de la iglesia de Villazopeque se observa el piso añadido en el siglo XIX que la adaptó para telégrafo óptico. | Posición 27: Torre óptica sobre el castillo de Burgos hacia 1870. Fotografía de J. Laurent. |

### Paso porÁlavayNavarra
| N.º | Torre                                                               | Estado               | Mapa |
| --- | ------------------------------------------------------------------- | -------------------- | --- |
| | Álava                                                               |                      | \| Campajares Quintanilla de la Ribera Arganzón Vitoria Argómaniz Dallo Mezquía Ziordia Eguberako Gane Basaluce Larrozkondo Aitzleor Arramendi \| |
| 34 | Quintanilla de la Ribera                                            | Restaurada           | \| Campajares Quintanilla de la Ribera Arganzón Vitoria Argómaniz Dallo Mezquía Ziordia Eguberako Gane Basaluce Larrozkondo Aitzleor Arramendi \| |
| 36 | Vitoria (Iglesia de San Vicente Mártir)                             | Torre de la iglesia  | \| Campajares Quintanilla de la Ribera Arganzón Vitoria Argómaniz Dallo Mezquía Ziordia Eguberako Gane Basaluce Larrozkondo Aitzleor Arramendi \| |
| 37 | Argómaniz                                                           | Desaparecida         | \| Campajares Quintanilla de la Ribera Arganzón Vitoria Argómaniz Dallo Mezquía Ziordia Eguberako Gane Basaluce Larrozkondo Aitzleor Arramendi \| |
| 38 | Dallo (Barrundia)                                                   | Desaparecida         | \| Campajares Quintanilla de la Ribera Arganzón Vitoria Argómaniz Dallo Mezquía Ziordia Eguberako Gane Basaluce Larrozkondo Aitzleor Arramendi \| |
| 39 | Mezquía (San Millán)                                                | Torre de la mezquita | \| Campajares Quintanilla de la Ribera Arganzón Vitoria Argómaniz Dallo Mezquía Ziordia Eguberako Gane Basaluce Larrozkondo Aitzleor Arramendi \| |
| | Navarra                                                             |                      | \| Campajares Quintanilla de la Ribera Arganzón Vitoria Argómaniz Dallo Mezquía Ziordia Eguberako Gane Basaluce Larrozkondo Aitzleor Arramendi \| |
| 40 | Ziordia                                                             | Desaparecida         | \| Campajares Quintanilla de la Ribera Arganzón Vitoria Argómaniz Dallo Mezquía Ziordia Eguberako Gane Basaluce Larrozkondo Aitzleor Arramendi \| |
| 41 | Basaluce (Espilazar, Alsasua)                                       | En ruina             | \| Campajares Quintanilla de la Ribera Arganzón Vitoria Argómaniz Dallo Mezquía Ziordia Eguberako Gane Basaluce Larrozkondo Aitzleor Arramendi \| |
| 42 | Eguberako Gane (Alsasua)                                            | Vestigios            | \| Campajares Quintanilla de la Ribera Arganzón Vitoria Argómaniz Dallo Mezquía Ziordia Eguberako Gane Basaluce Larrozkondo Aitzleor Arramendi \| |
| | La torre formaba parte del complejo mayor (iglesia). Torre aislada. |                      | \| Campajares Quintanilla de la Ribera Arganzón Vitoria Argómaniz Dallo Mezquía Ziordia Eguberako Gane Basaluce Larrozkondo Aitzleor Arramendi \| |
| Campajares Quintanilla de la Ribera Arganzón Vitoria Argómaniz Dallo Mezquía Ziordia Eguberako Gane Basaluce Larrozkondo Aitzleor Arramendi |                                                                     |                      | |

|                                                                                   |
| Torre de telégrafo de Quintanilla de la Ribera (Posición 34), restaurada en 2012. |

|                                                             |
| Torre de la iglesia de San Vicente (Vitoria) (Posición 36). |

### Paso porGuipúzcoa
| N.º | Torre                                                                  | Estado       | Mapa |
| --- | ---------------------------------------------------------------------- | ------------ | --- |
| 43 | Larrozkondo (Idiazábal)                                                | Desaparecida | \| Argomaniz Dallo Mezquía Ziordia Basaluce Eguberako Gane Larrozkondo Aitzleor Arramendi Altzagamendi Ollagon Uzturre Aitzbeltz Monte Urgull Etxeberri Olazábal \| |
| 44 | Aitzleor (Idiazábal)                                                   | Desaparecida | \| Argomaniz Dallo Mezquía Ziordia Basaluce Eguberako Gane Larrozkondo Aitzleor Arramendi Altzagamendi Ollagon Uzturre Aitzbeltz Monte Urgull Etxeberri Olazábal \| |
| 45 | Arramendi (Olaberría)                                                  | Desaparecida | \| Argomaniz Dallo Mezquía Ziordia Basaluce Eguberako Gane Larrozkondo Aitzleor Arramendi Altzagamendi Ollagon Uzturre Aitzbeltz Monte Urgull Etxeberri Olazábal \| |
| 46 | Altzagamendi (Alzaga)                                                  | Desaparecida | \| Argomaniz Dallo Mezquía Ziordia Basaluce Eguberako Gane Larrozkondo Aitzleor Arramendi Altzagamendi Ollagon Uzturre Aitzbeltz Monte Urgull Etxeberri Olazábal \| |
| 47 | Ollagon (Tolosa)                                                       | Desaparecida | \| Argomaniz Dallo Mezquía Ziordia Basaluce Eguberako Gane Larrozkondo Aitzleor Arramendi Altzagamendi Ollagon Uzturre Aitzbeltz Monte Urgull Etxeberri Olazábal \| |
| 48 | Uzturre (Tolosa)                                                       | En ruina     | \| Argomaniz Dallo Mezquía Ziordia Basaluce Eguberako Gane Larrozkondo Aitzleor Arramendi Altzagamendi Ollagon Uzturre Aitzbeltz Monte Urgull Etxeberri Olazábal \| |
| 49 | Aitzbeltz (Andoáin)                                                    | En ruina     | \| Argomaniz Dallo Mezquía Ziordia Basaluce Eguberako Gane Larrozkondo Aitzleor Arramendi Altzagamendi Ollagon Uzturre Aitzbeltz Monte Urgull Etxeberri Olazábal \| |
| 50 | Monte Urgull (San Sebastián)                                           | Desaparecida | \| Argomaniz Dallo Mezquía Ziordia Basaluce Eguberako Gane Larrozkondo Aitzleor Arramendi Altzagamendi Ollagon Uzturre Aitzbeltz Monte Urgull Etxeberri Olazábal \| |
| 51 | Etxeberri (Oyarzun)                                                    | Desaparecida | \| Argomaniz Dallo Mezquía Ziordia Basaluce Eguberako Gane Larrozkondo Aitzleor Arramendi Altzagamendi Ollagon Uzturre Aitzbeltz Monte Urgull Etxeberri Olazábal \| |
| 52 | Olazábal (Irún)                                                        | Desaparecida | \| Argomaniz Dallo Mezquía Ziordia Basaluce Eguberako Gane Larrozkondo Aitzleor Arramendi Altzagamendi Ollagon Uzturre Aitzbeltz Monte Urgull Etxeberri Olazábal \| |
| | La torre formaba parte de un complejo mayor (castillo). Torre aislada. |              | \| Argomaniz Dallo Mezquía Ziordia Basaluce Eguberako Gane Larrozkondo Aitzleor Arramendi Altzagamendi Ollagon Uzturre Aitzbeltz Monte Urgull Etxeberri Olazábal \| |
| Argomaniz Dallo Mezquía Ziordia Basaluce Eguberako Gane Larrozkondo Aitzleor Arramendi Altzagamendi Ollagon Uzturre Aitzbeltz Monte Urgull Etxeberri Olazábal |                                                                        |              | |

|                                                              |
| Posición 48: Torre de telégrafo del monte Uzturre de Tolosa. |

|                                                                 |
| Posición 49: Torre de telégrafo del monte Aitzbeltz de Andoáin. |